# 云南毛茛
云南毛茛（学名：Ranunculus yunnanensis）为毛茛科毛茛属下的一个种。其种加词 yunnanensis 意为“云南的”。